# Калинешти (Валча)
Калинешти (рум. Călinești) насеље је у Румунији у округу Валча у општини Брезој. Oпштина се налази на надморској висини од 315 m.

## Становништво
Према подацима из 2002. године у насељу је живело 491 становника, од којих су сви румунске националности.